# Bataille de Poitiers (732)
Pour les articles homonymes, voir Bataille de Poitiers.
Invasion omeyyade en France
Batailles
La bataille de Poitiers, anciennement en français bataille de Tours — appellation toujours utilisée par les anglophones — appelée dans des sources arabes « bataille du Pavé des Martyrs » (arabe : معركة بلاط الشهداء), a lieu entre, d'une part, les Francs et les Burgondes, dirigés par Charles Martel appelés en renfort par les Aquitains, dirigés par Eudes d'Aquitaine, et d'autre part une armée omeyyade menée par Abd al-Rahman, gouverneur général d'al-Andalus, venu razzier l'Aquitaine. 
La bataille de Poitiers marque une étape dans l'établissement de la dynastie carolingienne sur le royaume Franc, et de son influence sur l'Aquitaine : le maire du palais Charles sort renforcé de la bataille, quand le duc Eudes, qui avait appelé Charles à l'aide, est affaibli. Les ducs d'Aquitaine n'arrivent plus a repousser les incursions andalouses, ni franques. L'influence politique carolingienne sur le duché, et leur présence au sud de la Vienne, deviennent réelles (pillages du duché, puis prise de Bordeaux). La bataille marque donc surtout une expansion de la présence réelle carolingienne en Aquitaine. 
Cette bataille, remportée par les Francs, n'est pas « l'arrêt de la conquête musulmane de la France », comme on l'entend souvent. La mort au cours de la bataille du gouverneur général d'al-Andalus, Abd al-Rahman, met fin aux incursions andalouses via le royaume d'Aquitaine, mais celles-ci reprennent par la vallée du Rhône à partir de 734. Ce n'est qu'en 759, par la prise totale de la Septimanie par les troupes de Pépin le Bref que s'arrête la présence sarrasine au nord des Pyrénées ; les Ommeyades s'implantent de nouveau au sud de la Gaule franque en 890, jusqu'en 973.
Il s'agit d'« une bataille très mal connue. On n’est sûr ni du lieu ni de la date ni de l’importance des effectifs en présence » selon le professeur d'histoire médiévale Élisabeth Carpentier. L'incertitude au sujet du lieu même conduit à des variations et des discussions quant à la dénomination de la bataille, selon les époques, les auteurs et les langues, ou à des toponymies contemporaines non vérifiables.
Si elle reste célèbre tout au long du Moyen Âge, la bataille ne gagne une symbolique forte qu'à partir de l'historiographie du XIXe siècle, et inspire de nombreux artistes. Depuis, elle est utilisée en communication politique, en France et au delà, pour mettre en opposition des Francs chrétiens aux Ommeyades musulmans, plaçant l'arrêt d'une razzia — comme il y en eut de nombreuses en Aquitaine à cette époque, tant ommeyades que franques — comme un événement fondamental de son temps, y ajoutant un sens religieux idéologique très éloigné des nombreuses incertitudes historiques. 

## Les sources
Les sources disponibles sur les batailles antiques ou celles du haut Moyen Âge sont rares sur ce sujet.
Peu d'auteurs arabes font allusion à cet épisode. Les allusions à la bataille de Poitiers précisent simplement qu'ʿAbd al-Raḥmān et ses compagnons « ont connu le martyre ». Le premier, l'historien égyptien Ibn 'Abd al-Hakam rapporte (en 861) que l'expédition eut lieu en l'année 115 de l'Hégire (de février 733 à février 734). Les Chroniques mozarabes situent la bataille en un lieu nommé Balât al-shuhadâ (allée — ou, selon une traduction plus récente, palais des martyrs) en l'an 114 de l'Hégire (mars 732 à février 733). Les historiens postérieurs tels Ibn al-Athîr (XIIIe siècle) ou Ibn Idhari (XIVe siècle) reprennent ces mêmes informations.
Les sources latines des VIIIe et IXe siècles sont plus nombreuses mais restent imprécises. La plupart des chroniques signalent l'événement en 732 en des termes brefs et similaires rappelant juste que « Charles combattit les Sarrasins un samedi du mois d'octobre. » Les Annales de Lorsch sont plus précises.
Selon Sigebert de Gembloux, « le duc Eudes, inférieur à Charles en tous points, fait venir contre lui des Sarrasins d'Espagne » (Chronica), là où le continuateur de Frédégaire (qu'il recopie) avançait qu'« Eudes, se voyant vaincu et humilié, fit appel à la perfide nation des Sarrasins. » D'autres historiens se basant sur des sources méridionales comme la Chronique de Moissac (XIVe) font des événements une présentation contraire. Comme les Annales de Metz (XIe), la Chronique de Moissac mentionne l'événement en des termes brefs et similaires, rappelant que « Charles combattit les Sarrasins un samedi du mois d'octobre. »
L'Histoire ecclésiastique du peuple anglais de Bède le Vénérable (735) est souvent mentionnée mais, selon John Tolan, Bède écrirait le passage en question en 729, et ferait plutôt référence à la bataille de Toulouse survenue encore plus tôt, en 721.
Le seul récit détaillé se lit, au milieu du VIIIe siècle, dans les Chroniques mozarabes, dont les auteurs, moines chrétiens vivant au milieu du VIIIe siècle peut-être à Tolède ou Cordoue, racontent la bataille et donnent pour cause de la défaite omeyyade des dissensions internes. Le récit de la bataille de Poitiers se situe entre celui de la bataille de Toulouse (721), lorsque le gouverneur arabe al-Samh meurt sous les murs de Toulouse face à Eudes, prince d'Aquitaine, et celui de la bataille de la Berre (737, les Francs écrasent une armée arabe venue secourir Narbonne assiégée ; malgré cette victoire, Charles Martel ne peut prendre la ville). Selon Rouche, les auteurs des Chroniques mozarabes voient en outre dans cette victoire des Francs « l'espoir d'une libération possible de la domination politique de l'Islam. »

## Contexte

### Conquêtes omeyyades précédentes

Carte de l'expansion de l'islam. Le marron indique les conquêtes de 622 à 632, l'orange celles de 632 à 661 et le jaune celles de 661 à 750.

Au début du VIIIe siècle, le califat omeyyade, grâce à une armée composée majoritairement de berbères islamisés, conquiert la péninsule Ibérique, puis la Septimanie, partie du Royaume wisigoth, qui avait échappé aux conquêtes des fils de Clovis Ier, y compris Narbonne.
Les gouverneurs à la tête de la Septimanie lancent alors des expéditions ponctuelles (ġazawāt) en Aquitaine pour s'emparer de butin. Eudes, duc d'Aquitaine et de Vasconie, se retrouve en première ligne. En 721, il parvient à arrêter les envahisseurs à Toulouse, allié pour la première fois aux Francs. Quelques années plus tard, il s'allie au gouverneur omeyyade Munuza, subordonné du gouverneur d'al-Andalus, Ambiza. Munuza tente de se constituer une principauté indépendante en Cerdagne. Nommé en 730, le nouveau gouverneur d'al-Andalus, ʿAbd ar-Raḥmān ibn ʿAbd Allāh al-Ġāfiqiyy, dirige alors une expédition punitive contre Munuza, qui est battu, et tué.
Environ une décennie après la défaite des Omeyyades à Toulouse en 721, ʿAbd ar-Raḥmān lance une nouvelle expédition au-delà des Pyrénées, principalement constituée de Berbères et de contingents recrutés dans la péninsule Ibérique. Parmi les participants à l'expédition omeyyade, les chroniques mozarabes font la distinction entre « Sarrasins », Arabes venus d’Arabie et de Syrie notamment, plus anciennement islamisés, et « Maures », Berbères venus d'Afrique du Nord. Le nombre élevé de Berbères parmi les conquérants musulmans explique que ces derniers soient aussi globalement désignés sous le terme de Maures. L'incursion d'Abd ar-Raḥmān n'a pas pour but principal la conquête, mais le pillage. Les Omeyyades envahissent l'Aquitaine, razzient le pays, et prennent les faubourgs de la ville de Bordeaux. Eudes réunit une armée pour les contrer, mais il est battu entre la Garonne et la Dordogne, et prend la fuite. Il appelle alors les Francs à l'aide, ce à quoi Charles Martel ne répond qu'après qu'Eudes lui a promis de se soumettre à l'autorité franque.
ʿAbd ar-Raḥmān continue son avancée, marche sur Poitiers, pille et peut-être incendie l’église Saint-Hilaire le Grand,. Attiré par les richesses de l'abbaye de Saint-Martin,,, il se dirige ensuite vers Tours : dans cette abbaye se trouvent les reliques de Saint-Martin, patron de la Gaule : la destruction des reliques aurait signé la défaite pour la dynastie franque, elle aussi placée sous sa protection.
Cependant, Charles Martel, répondant à l'appel d'Eudes, marche aussi vers cette ville après avoir réuni une armée constituée principalement de fantassins francs. Après la Bataille de Vinchy, puis celle de Néry, en 719, il s'est imposé comme le maître des royaumes francs.

## Bataille

### Lieu

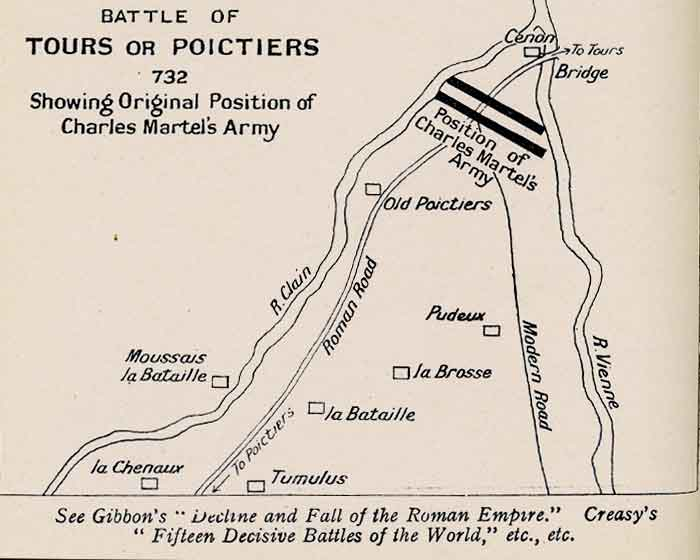
Plan de 1910.

Le lieu de la bataille n'est pas connu, et pas moins de trente-huit sites ont été avancés comme lieu exact de la bataille. Selon Carpentier, « On sait seulement que Charles Martel a remporté quelque part entre Poitiers et Tours, sur le territoire de Poitiers, un combat ».
Le lieu de la bataille est incertain. Sa localisation oscille entre le nord de l'Aquitaine, près du village de Vouneuil-sur-Vienne ou très proche de Tours (l'emplacement de la bataille était alors proche de la frontière entre le Royaume franc et celui d'Aquitaine, alors indépendant) ou encore proche de Poitiers. Edward Gibbon le situe entre Tours et Poitiers. Karl F. Werner reprend la ville de Moussais et la date du 2 octobre 732.
L'appellation arabe de la bataille est, d’après une source du XIe siècle معركة بلاط الشهداء (maʿrakat Balāṭ aš-šuhadāʾ), « bataille du Pavé des Martyrs », traduite au XIXe siècle par Pavé ou Chaussée des martyrs. Selon cette traduction, la bataille aurait alors pu se passer sur l’ancienne voie romaine au nord de Poitiers, dans la Vienne, et donc sur la rive droite du Clain. C'est aussi l'hypothèse de Rouche : « le choc eut lieu sur la voie romaine de Poitiers à Tours, à Moussais »,.
Toutefois, l'historienne Françoise Micheau précise (en 2005) que la traduction de balat serait plutôt « palais » ou « édifice somptueux » : cela la conduit à envisager que la bataille ait pu avoir lieu près de la riche abbaye de Saint-Martin de Tours. L'appellation "Bataille de Tours", toujours en vigueur en anglais, a longtemps eu cours en France.  
Deviosse souligne que la bataille ne se serait pas déroulée à proximité immédiate de Poitiers, car la forêt de Moulière aurait gêné les cavaliers omeyyades.
D’autres historiens préfèrent placer la bataille à Cenon-sur-Vienne, située au confluent de la Vienne et du Clain, d'autres entre Poitiers et Tours, à Preuilly-sur-Claise, où des tombes mérovingiennes avaient été retrouvées au pied de l'ancienne abbatiale, ou encore près de Ballan-Miré,.
Ferdinand Lot démonte la falsification des sources par certains auteurs pour localiser cette bataille avec la motivation parfois de favoriser une région ou des thèses idéologiques. Il conclut à l'inutilité de ce déluge d'hypothèses pour l'histoire générale et à l'indigence des sources qui ne permet pas une analyse militaire.

### Dates

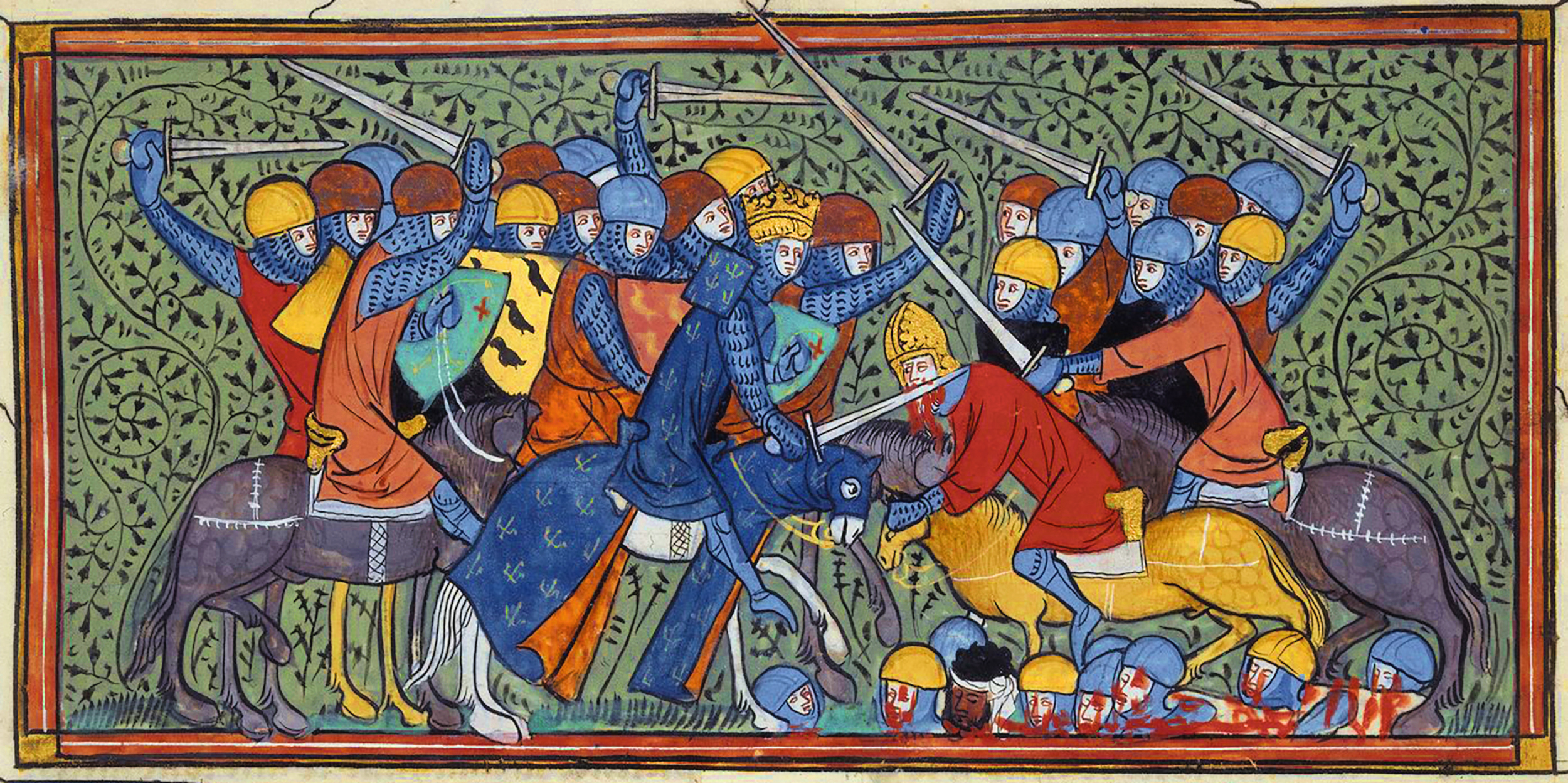
Charles Martel à la bataille de Poitiers, représenté dans les Grandes Chroniques de France.

Si les nombreux détails donnés par les chroniqueurs permettent d'avancer certaines précisions sur la datation de l'affrontement, celle-ci reste débattue, les propositions oscillant entre 732 et 733, généralement située au mois d'octobre de ces deux années.
Selon les chroniqueurs européens, l'affrontement a lieu un samedi du mois d’octobre. Selon les chroniqueurs arabes, il a lieu le premier samedi du mois de ramadan 114 de l’hégire, soit après le 23 octobre 732. Le premier samedi est le 25, ce qui place alors la bataille au 25 octobre 732,. Les historiens préférant placer la bataille de Poitiers l’année suivant celle de Bordeaux estiment que l’étendue du territoire à conquérir depuis les Pyrénées est trop vaste ; cependant, actuellement, on considère qu’il s’agit d’expéditions de razzia, et couvrir la distance entre les Pyrénées et la Vienne en moins de quatre mois semble raisonnable.
Léon Levillain et Charles Samaran datent eux la bataille du 11 octobre 732. Ivan Gobry affirme pour sa part que la bataille a lieu le 17 octobre 733. Selon lui, seule la Chronique de Moissac, rédigée un siècle après l’événement, donne 732. Le continuateur de Frédégaire, contemporain de la bataille, et le chroniqueur castillan Rodrigo Jiménez de Rada, archevêque de Tolède du XIIIe siècle, avancent également la date de 733. Cette date est confirmée par les auteurs arabes de l'époque qui fixent l'événement à l'année 115 de l’hégire. L'abbé Joseph-Épiphane Darras (1825-1878) rapporte qu'il est écrit dans un manuscrit des Annales de Hildesheim que la bataille a lieu un samedi, donnant pour quantième un jour d'octobre dont la première lettre est effacée, mais dont la suite est VII. Il se trouve qu'aucun samedi d'octobre de l'année 732 n'est le 17 ou le 27, mais le 17 octobre 733 est bien un samedi.
Au début du XXIe siècle, si l'historien Peter Brown situe la bataille en 733, pour des médiévistes comme Paul Fourcare ou Carole Hillenbrand, la question reste ouverte et les deux années sont envisageables.

### Déroulement
Selon William Blanc et Christophe Naudin, « La Chronique mozarabe est la seule source à détailler l'affrontement »,.

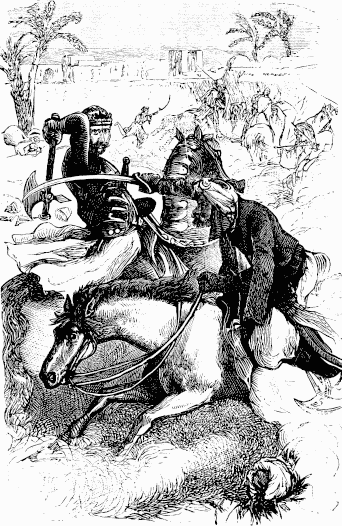
La bataille de Poitiers vue par un livre d'histoire pour la jeunesse en 1880.

Pendant une semaine des manœuvres et des escarmouches ont lieu, aux confins du Poitou et de la Touraine. Après ces escarmouches, l’affrontement décisif a lieu. Abd el-Rahman lance sa cavalerie sur les Francs. Ceux-ci, formés en palissade « comme un mur immobile, l'épée au poing et tel un rempart de glace », les lances pointées en avant des boucliers, attendent le choc. Il semble que l'image ait quelque chose de juste dans la mesure où c'est bien la solidité des lignes franques qui impressionna les troupes arabo-berbères. La mêlée s'engage et les Francs parviennent à faire refluer leurs opposants. Mais ceux-ci n'ont pas l'occasion d'attaquer une seconde fois car de leur côté les Vascons, commandés par Eudes, prennent l'ennemi à revers et se jettent sur le camp musulman. Croyant leur butin et leurs familles menacés, les combattants maures regagnent leur campement. Ils subissent de lourdes pertes et Abd el-Rahman est tué. Les survivants, obligés de regagner le Sud des Pyrénées furent attaqués par les Vascons au passage des cols.
Le lendemain, au point du jour, Charles donne l'ordre d'attaquer, mais le camp est vide, les musulmans ont fui dans la nuit.
Selon une légende locale à la région du Haut Quercy, Abd el-Rahman n'aurait pas été tué à la bataille de Poitiers mais aurait simplement reflué vers ses bases arrière de Narbonne. Poursuivi par les troupes franques de Charles Martel, il aurait été tué et son armée exterminée lors d'une bataille livrée à Louchapt au pied de la falaise du Sangou, dans le Lot, en 733. L'hôtel de ville de la commune de Martel aurait été construit, selon aussi une légende locale, sur le lieu même de la bataille.

### Explications de la défaite arabe
Rouche (1979), tirant son interprétation directement du récit de l'Anonyme de Cordoue, estime que « Les troupes de Charles Martel sont, en effet, toujours composées de fantassins à la bataille de Poitiers, de manière quasi-exclusive ». Plus récemment, pour Clot (2006), un des facteurs de la défaite réside dans l'éloignement des Sarrasins de leurs bases. De plus, l'armée sarrasine était composée en majorité de Berbères d'Afrique du Nord venus avec leur famille ce qui gênait les manœuvres militaires et retardait les mouvements, les hommes devant protéger leurs femmes et leurs enfants. Enfin, toujours selon Clot, le duc d'Aquitaine aurait attaqué lors du combat final le camp où étaient rassemblées les familles, entraînant la débandade des Sarrasins. Toutefois, Blanc et Naudin établissent que l'idée que les Sarrazins sont venus à Poitiers accompagnés de leur famille remonte à Paul Diacre, qui, écrivant à partir de 786, pensait à l'invasion de l'Aquitaine, et non à la bataille de Poitiers.
James G. Patterson, dans un article intitulé The Myth of the Mounted Knight, résume les travaux de Victor Davis Hanson sur la supériorité de la cavalerie franque mais conclut que « le problème que pose la bataille de Poitiers vis-à-vis de cette interprétation traditionnelle est que les Francs combattaient à pied, et non à cheval. Vague après vague, la cavalerie musulmane s'est écrasée contre la phalange franque et a été brisée. En effet, ce sont la supériorité de leur armure comprenant une cotte de mailles à mailles annulaires renforcées de mailles plates, et la discipline qui furent déterminantes pour la victoire de Martel ».

## Conséquences
Cette défaite marque le terme de l’expansion musulmane vers le nord et favorise les ambitions de Charles Martel. En répondant à l’appel à l’aide du duc Eudes d'Aquitaine, il profite de l’avancée des troupes musulmanes pour intervenir dans une région qui refusait de se soumettre à son autorité. Fort de sa victoire, Charles s’empare de Bordeaux et met un pied en Aquitaine, sans la soumettre immédiatement : à la mort d’Eudes, ce sont les fils de celui-ci qui lui succèdent. À la suite de la bataille, les troupes musulmanes ne sont pas chassées de Gaule : allié aux Lombards, Charles Martel doit encore faire campagne contre elles en Provence et Septimanie entre 737 (il soumet le patrice Mauronte de Marseille, allié du Walli de Narbonne, et par ailleurs bat le nouveau gouverneur omeyyade lors de la bataille de la Berre, au sud de Narbonne) en 737.
La victoire de Poitiers n'entraîne pas le départ définitif des musulmans (échec du siège de Narbonne, la ville reste dirigée par un gouverneur omeyyade jusqu’en 759), mais l’intervention systématique des Francs, seuls capables de s’opposer à eux. Si l’expansion musulmane est stoppée, notamment dans le Sud-Ouest, les raids musulmans se poursuivent sur plusieurs décennies et l'expansion Franque est indéniable. Charlemagne bat vers 800, à la bataille du bois des Héros (en Saintonge), une troupe musulmane qui razziait le pays. Des forteresses provençales servent de base à des incursions dans le pays jusqu’à la fin du Xe siècle (voir bataille de Tourtour).
Michel Rouche considère en définitive Eudes d'Aquitaine comme le véritable vaincu de Poitiers. Le prestige apporté par cette victoire aux Pépinides a pu faciliter, quelques années plus tard, l’éviction politique des Mérovingiens.
Au sud est, selon l'historien allemand Karl Ferdinand Werner, la Provence est bouleversée par les exactions de Charles Martel. Werner envisage également que le surnom « Martel-Marteau » puisse venir de la brutalité impitoyable de la répression de Charles, qui agit comme un marteau qui écrase tout, plutôt que de sa technique de combat contre les musulmans.

## Importance de la victoire
Le débat historique sur l’importance réelle de la bataille est apparu à la fin du XIXe siècle, au moment où elle connaissait une grande popularité. Le consensus historique concernant l'affrontement dénommé « bataille de Poitiers » n'est pas aisé à atteindre dès que l'on élargit le débat à l'ensemble du pourtour méditerranéen.

### L'appréciation contemporaine
Pour l'historien belge Henri Pirenne, l'affrontement se résume à une contre-razzia : « on n'évita probablement rien de plus qu'un pillage en règle ». À ce point de vue, s'oppose Pascal Buresi (directeur de recherche au CNRS) qui considère que « Cette défaite marque le terme de l'expansion musulmane médiévale en Occident et a d'importantes conséquences [en permettant à Charles Martel et aux Francs d'] intervenir [systématiquement] dans une région qui refusait de se soumettre à son autorité » et dans l'ensemble du Sud de la France.
Selon Françoise Micheau, spécialiste de l'histoire du Proche-Orient arabe, l'expédition d’Abd el-Rahman avait pour but essentiel le butin, non la conquête. « Il s'agissait pour les Arabes de Cordoue d'une expédition (en arabe ghazwa) visant à piller les richesses de la Gaule, mais non d'une " invasion " ». L'historien Jean Deviosse et Élisabeth Carpentier, professeur honoraire d’histoire du Moyen Âge à l’Université de Poitiers, nuancent cet argument : les razzias représentaient aussi un moyen de connaître le terrain, et plusieurs années de razzias réussies aboutissaient systématiquement après quelque temps à une conquête définitive,.
Deviosse fait remarquer aussi l'organisation tactique de l'expédition de 732. Il s’agit d’une opération combinée entre marine et cavalerie arabes. Une flotte débarque une armée arabe en Camargue, qui remonte la vallée du Rhône jusqu’à Sens, assiégée et conquise, pendant que d’un autre côté, Abd el-Rahman passe les Pyrénées du côté le plus éloigné. Il compte ainsi obliger ses adversaires à se diviser et parcourir de longues distances pour l’arrêter. Abd el-Rahman demande également à ses hommes d’abandonner une partie du butin pour être plus efficaces lors de la bataille (demande rejetée par les troupes). Il a surtout accepté la bataille, qu'il aurait pu refuser s’il ne venait que pour le butin, déjà considérable.[réf. nécessaire]
Selon l'arabiste espagnol Emilio Gonzalez Ferrin, la bataille de Poitiers relève du mythe. Le VIIIe siècle est un siècle de guerre civile en Hispanie où les seigneurs de guerre, qui se déchirent autour des successions wisigothes, sont bien trop occupés à consolider leur position locale pour aller s'aventurer au delà des Pyrénées. En outre, l'Hispanie n'est ni arabisée ni islamisée à cette date pour parler d'« invasion arabe », L'arabisation et l'islamisation de la péninsule se fait par influence et migrations tout au long du VIIIe siècle et ne devient palpable qu'au cours de la seconde moitié du siècle avec la formation du premier Émirat de Cordoue par Abd al-Rahman Ier, bien après la supposée bataille de Poitiers. Il ne s'agit encore que d'un Émirat (contrairement au présent article qui mentionne déjà un califat), le califat n’est institué que bien plus tard par son lointain successeur Abd al-Rahman III au début du Xe siècle. Pour Gonzalez Ferrin, les mouvements au-delà des Pyrénées s'expliquent plus par la fuite que par la conquête. Ils supposent une vraisemblable émigration de réfugiés du fait des conflits et de la famine dans la péninsule. Une « invasion » arabe a plus de sens sur la côte méditerranéenne par débarquement maritime, comme ce fut possiblement le cas sur le massif des Maures. Il note en outre l'absence de témoignages contemporains aux batailles du Guadalete en 711 et de Poitiers en 732 pour étayer la théorie d'une invasion arabe fulgurante. Les chroniques arabes qui les content, prennent forme plus d'un siècle et demi plus tard et cherchent plus à légitimer la filiation orientale du pouvoir récemment mis en place, qu'à établir une quelconque vérité historique,. 
Pour l'historien espagnol Garcia Sanjuan, la lecture de Gonzalez Ferrin est une reprise de la thèse d'Ignacio Olagüe exprimée dans son ouvrage Les arabes n'ont jamais envahi l'Espagne, lui donnant la légitimité académique qu'elle n'avait pas trouvé, en son temps, auprès des principaux médiévalistes. Il la taxe de « négationisme », de « fraude historiographique » et s'inquiète de son renouveau dans certains milieux académiques et sur internet au cours des dernières années. Garcia Sanjuan souligne l'influence fasciste d'Olagüe et l'orientation nationaliste andalouse de la maison d'édition Almuzara qui publie Gonzalez Ferrin,.

### Une victoire parmi d'autres
En fait, la bataille de Poitiers semble s'inscrire dans un contexte général d'essoufflement de la conquête arabe, après un siècle de victoires. En effet, si les Arabes parviennent à conquérir les grandes îles de Méditerranée occidentale en 720-724, ils échouent dans leur second siège de Constantinople en 718. L'échec de la prise de Constantinople préserve l'existence de l'Empire byzantin, qui agit comme rempart contre l'expansion musulmane en Europe jusqu'au XVe siècle, quand l'Empire ottoman finit par prendre Constantinople. Le succès dans la défense de Constantinople a été associé par de nombreux chroniqueurs à celui de la bataille de Poitiers. L'historien Paul K. Davis écrit qu'« en repoussant l'invasion musulmane, l'Europe reste aux mains des chrétiens et plus aucune menace musulmane sérieuse n'intervient jusqu'au XVe siècle. Cette victoire [de Constantinople] coïncide avec la victoire franque à Poitiers, limitant l'expansion occidentale de l'islam au sud de la Méditerranée ».
La taille même de l’Empire pose des difficultés pour le gouverner : des révoltes kharidjistes éclatent en Mésopotamie et en Syrie (724-743), qui provoquent l’abandon de Damas par le calife pour Resafa, ou encore en 740 pour le Maroc. Les Omeyyades sont renversés en 750 par les Abbassides. Cordoue devient le centre d'un émirat autonome dont le pouvoir se limite à la péninsule Ibérique. « Ces crises du milieu du VIIIe siècle scellent la fin des conquêtes arabes en Gaule, comme dans l'Empire byzantin et en Asie centrale ».
Deviosse réplique toutefois que la victoire a dû être importante pour deux raisons :
- la victoire est telle que les envahisseurs abandonnent leur butin ;
- aucune autre expédition musulmane d’envergure n’a pu atteindre le cœur de la Gaule par la suite.

Enfin, et peut-être surtout, pour Élisabeth Carpentier, la victoire est importante pour les Francs du Nord de la Gaule. Vue d’Occident, la progression de la conquête musulmane paraissait inexorable ; or le premier combat des Francs contre les Arabes est une victoire (Eudes commande les Aquitains), suivie d’autres victoires, et empêche toute nouvelle attaque par la suite. Cette victoire n'est donc pas le mythe qu’on en a fait, et si Charles Martel ne sauve pas « la France » — qui n’existe pas encore — il change le destin de la Gaule, et donc prépare la France qui lui succède. Cette bataille n’est pas un mythe, mais un symbole historique.
Cette bataille n'est pas synonyme de la fin de la présence sarrasine au nord des Pyrénées. La présence arabe est enregistrée entre 719 et 759 dans la province de Septimanie avec Narbonne pour capitale, et des raids et razzias ont lieu sur cette région et en Provence entre 890 et 973. La dernière bataille serait celle de Tourtour en 973.

## Le symbole historique

### À l'époque de l'événement
La victoire de Charles l'a renforcé et a sans doute contribué à l’élimination des Mérovingiens au profit des Carolingiens.
Bède le Vénérable, moine anglo-saxon, a vu dans la victoire de Charles un châtiment de Dieu. Toutefois, selon John Tolan, c'est de la bataille de Toulouse que parlerait Bède, qui aurait écrit plusieurs années avant la bataille de Poitiers. Charles n'est aucunement mentionné[source insuffisante].
Le deuxième continuateur de la Chronique de Frédégaire qui consigne l'histoire des Francs entre 680 et 736, situe bel et bien la bataille dans un contexte général de défense du royaume contre les « nations rebelles et infidèles » et évoque le « secours du Christ » accordé à Charles pour vaincre l'ennemi.

### Au Moyen Âge
Si la bataille reste célèbre tout au long du Moyen Âge, elle n’acquiert cependant pas immédiatement le statut de symbole, et la figure de Charles Martel s’efface derrière celle de Charlemagne, son petit-fils, qui a lui-même combattu les incursions des maures qui demeuraient une menace malgré la reconquête franque menée par Charles et Pépin le Bref. 
Quant à l'Église, principale productrice de livres, elle ne cherche pas à mettre en avant le bâtard Martel, Maire des trois palais, qui comme d'autres avant lui pratique les sécularisations dites précaires et se livre au pillage de biens d'église, non sans raisons toutefois : certains évêques se livrent eux-mêmes au pillage et à la trahison.  
Un bâtard enterré en la basilique Saint-Denis au côté de tous les rois de France, et qui a finalement accompli beaucoup pour l'Église : en 725, à la demande du pape Grégoire II, il participe avec saint Boniface à l'évangélisation de ce qui sera plus tard l'Allemagne. Entre 739 et 741 c'est Grégoire III qui requiert son aide contre les Lombards, et qui dans sa lettre l'appelle « Très chrétien », « Princeps », et « Vice-Roi ». 
On peut aussi évoquer l’épée dite de Charles Martel, qui aurait été miraculeusement retrouvée par Jeanne d'Arc à Sainte-Catherine-de-Fierbois[réf. nécessaire].

### À l'époque moderne

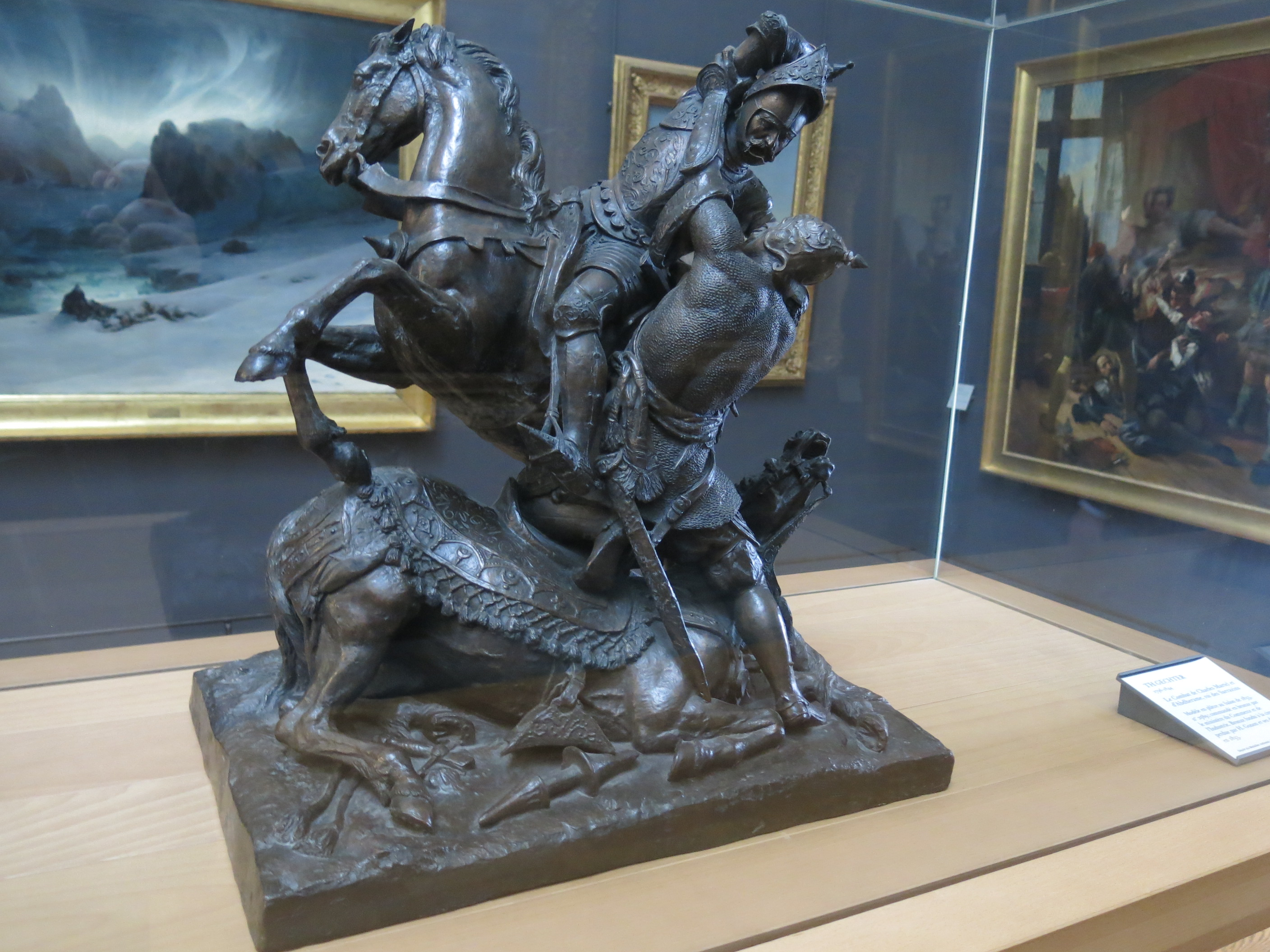
Jean-François-Théodore Gechter, Le Combat de Charles Martel et d'Abdherame, roi des Sarrazins.
Statuette en bronze, 1833 (musée du Louvre).

La victoire de Charles Martel à Poitiers est rappelée et mythifiée au XVIe siècle, au moment où l’Empire ottoman menace l’Empire de Charles Quint.
Voltaire, qui moque les exagérations autour du récit de la bataille, conclut dans son Essai sur les mœurs : « Sans Charles Martel […], la France était une province mahométane » mais pour regretter qu'elle ne le soit pas devenue, au regard, selon lui, des siècles d'obscurantisme chrétien.
Chateaubriand soutient : 

« C’est un des plus grands événements de l’Histoire : les Sarrasins victorieux, le monde était mahométan. »

### À l'époque contemporaine
Au XIXe siècle, le patriotisme français voit dans la bataille de Poitiers un événement fondateur de la nation, et les anticléricaux préfèrent Charles Martel à Clovis, davantage associé à l’Église. La conquête des colonies en terres musulmanes popularise également la victoire contre des musulmans.
À la fin du XIXe siècle, la bataille de Poitiers est également célébrée comme la capacité de la France à bouter tout envahisseur hors de ses frontières, à l'heure où l'occupation de l'Alsace-Lorraine suscite une vive rancœur ; l'ennemi n'est plus arabe mais allemand. Outre-Rhin et en Grande-Bretagne, à l’heure des théories raciales, cette victoire d’Européens sur des Africains est aussi revendiquée par les Britanniques et les Allemands, ces derniers rappelant que les Francs étaient un peuple germanique.
À partir de ce siècle, l'année 732 est présentée comme moment de la construction nationale et l'école de la IIIe République exalte l'épisode tout en évacuant l'aspect chrétien et européen des discours antérieurs. 

À l'opposé, Anatole France écrit : 

« Monsieur Dubois demanda à Madame Nozière quel était le jour le plus funeste de l'histoire. Madame Nozière ne le savait pas. C'est, lui dit Monsieur Dubois, le jour de la bataille de Poitiers, quand, en 732, la science, l'art et la civilisation arabes reculèrent devant la barbarie franque. »

— La Vie en Fleur, 1922
En 1942, Adolf Hitler déclare à l'envoyé saoudien Khalid al Hud al Qargani : « Si à Poitiers Charles Martel avait été battu, le monde aurait changé de face. Puisque le monde était déjà condamné à l'influence judaïque, il aurait mieux valu que l'islam triomphe. Cette religion récompense l'héroïsme, promet au guerrier les joies du septième ciel… Animé d'un esprit semblable, les Germains auraient conquis le monde. Ils en ont été empêchés par le christianisme. » Hitler considérait les musulmans comme des alliés dans sa lutte contre « le judaïsme mondial ».
L’image de l’arrêt d’une invasion à Poitiers reste populaire en France : pendant la Seconde Guerre mondiale, les résistants créent la brigade Charles Martel en Indre et Indre-et-Loire (brigade devenue ensuite la 25e DI des FFI). Durant la guerre d'Algérie, les commandos de l’Organisation armée secrète (OAS) prirent également le nom de Charles Martel.

### Actuellement
L'ouvrage de Blanc et Naudin montre à quel point il est important de revenir sur la bataille de Poitiers dans la mesure où elle est devenue un symbole fort, aux yeux de ceux qui analysent notre temps comme une confrontation entre l’Occident et l’Islam. Il affirme que les sources contemporaines ne mettent pas en avant de dimension religieuse au conflit.
Aux États-Unis, Samuel Huntington qui expose dans un article puis dans son ouvrage controversé, Le Choc des civilisations, la thèse d’un « affrontement pluriséculaire de grands blocs de civilisations » et, en particulier, entre un bloc occidental et un bloc musulman, cite la bataille de Poitiers comme ayant été décisive dans ce dernier affrontement.
Blanc et Naudin montrent aussi que la bataille de Poitiers est devenue un symbole aussi pour certains républicains américains.
En France, les mêmes rappellent que le symbole a été réutilisé par le Front national qui a pris comme titre d’une affiche « Martel 732, Le Pen 2002 » lors de l'élection présidentielle française de 2002 tandis que le magazine Valeurs actuelles daté du 5 décembre 2013 titrait en couverture « Notre histoire massacrée. Les héros français piétinés par la gauche » avec comme illustration Charles Martel brandissant sa masse et foulant l'ennemi aux pieds. Blanc et Naudin attaquent également les idées défendues par ce magazine selon lesquelles Charles Martel aurait disparu des manuels scolaires, dans leur ouvrage et sur leur site.
Mohammed Arkoun souligne que la difficulté à « ramener la bataille à sa juste place » tient au fait que celle-ci est devenue un mythe mis au service d'une vision qui « fonde la nation française, la civilisation chrétienne, l'identité européenne sur la mise en scène du choc des civilisations et l'exclusion de l'Autre. »
Pour Suzanne Citron, l’imaginaire de la bataille fonctionnerait dans l'« inconscient des pulsions racistes anti-arabes et dans l'illusion d'une supériorité de la civilisation catholique et blanche. »

Plus généralement, 

« la fin du XXe siècle et le début du XXIe siècle voient donc l’apparition d’une nouvelle utilisation de la bataille de Poitiers et ce dans un contexte nouveau marqué par la fin de la guerre froide, les interventions militaires occidentales répétées dans les pays du Moyen-Orient, le développement du terrorisme islamiste et le rejet de plus en plus important des populations musulmanes […] vivant dans des pays occidentaux. »

Ainsi, en octobre 2012, le mouvement politique Génération identitaire occupa symboliquement la mosquée de Poitiers en cours de construction.
En décembre 2024, trois étudiants radicalisés de Nantes et Nîmes, partisans de l’idéologie pro-djihadiste, projettent un attentat à l’explosif contre la mairie de Poitiers pour se venger de la bataille symbolique de 732. Ils sont interceptés par des policiers de la DGSI durant les préparatifs de leur projet d’attentat,. D’autres cibles étaient également envisagées par les suspects, radicalisés autour de thèses djihadistes. Ceux-ci sont mis en examen pour « fabrication non autorisée d’engin explosif » et poursuivis pour « association de malfaiteurs terroriste criminelle ».

## Tourisme et mémoire
« 732, la bataille » est un espace muséographique en plein air, libre d'accès, situé à Pied Sec chemin de la Baudette, commune de Vouneuil-sur-Vienne. Sur un des sites hypothétiques de la bataille, il est promu par l'office du tourisme de Grand Châtellerault avec, dans le secteur, le site archéologique du Vieux-Poitiers, son théâtre romain, ses menhirs et la voie romaine Poitiers-Tours,.
Le choix du lieu et le récit de la bataille sont argumentés sur la toponymie et des citations d'historiens comme l'Anonyme de Cordoue du VIIIe siècle et Michel Rouche de la fin du XXe siècle,. Constitué principalement d'une table d'orientation sonorisée, les protagonistes de l'évènement sont présentés sur d'autres tables émaillées : Eudes d'Aquitaine, héritier de la tradition gallo-romaine, Abd al-Rahman, gouverneur d'al-Andalus et Charles Martel, duc des Francs et maire du palais d'Austrasie. Au centre, un échiquier ludique alterne des vignettes sur le récit de la bataille raconté par un moine jovial et des cases énonçant des maximes européennes ou arabes de portée universelle.
Cette réalisation est aménagée sous l'impulsion d'Yves Texier à la fin des années 1990 dans une démarche pédagogique mais avec l'intention d'en faire un symbole de paix, de tolérance et de laïcité,. Un nombre de 25 000 visiteurs par an est rapporté par Karine-Larissa Basset.

## Dans les arts

### Peinture
- La Bataille de Poitiers (1837), peint par Charles de Steuben.

Le tableau a été utilisé comme pochette de l'album Charles Martel par le groupe de rock anticommuniste Brutal Combat, qui a aussi composé un morceau nommé Charles Martel.

## Dans la culture populaire

### Dans la musique
Le rappeur Salif fait référence à cette bataille dans une de ses chansons.
Le groupe Zebda évoque également cet épisode de manière ironique dans le titre France 2 (album Le Bruit et l'Odeur, 1995) : « Mais qui dit Français, dit pas qu'à Poitiers on ait tout paumé. »
Le rappeur Tunisiano du groupe Sniper y fait aussi référence dans le titre Paname All Star (album Gravé dans la roche, 2003) dans : « Aujourd'hui les (Arabes) ont dépassé Poitiers ».

Quelquefois, la bataille est utilisée pour viser une personnalité politique de la droite ou de l'extrême droite. Ainsi Mister You, sur son album Dans ma grotte en 2011, assimile Jean-Marie Le Pen à Charles Martel en ces termes : 

« C'est Jean-Marie l'borgne s'prend pour Charles Martel / il dépasse les bornes et quand on nous provoque / beh nous on fout le bordel. »

En 2013, le groupe IAM, dans sa chanson Pain au chocolat (en référence à une déclaration controversée de Jean-François Copé relative à un fait divers sur un pain au chocolat et la période du ramadan), cible celui-ci en dénonçant une « recette de maître Machiavel / recalibrée en mode Charles Martel. »
Le groupe de black metal nationaliste français Peste noire fait référence à Charles Martel (et indirectement à cette bataille) dans le morceau Casse, Pêches, Fracture et Tradition issu de l'album L'Ordure à l'état pur : « Ouais ouais pour toi mon grand Carlo / Les faux repartiront par l’eau. »

### Au cinéma
Dans Reine mère, film écrit et réalisé par Manele Labidi, avec Camélia Jordana, après un cours d'histoire sur la bataille de Poitiers, l'adolescente de la famille maghrébine menacée d'expulsion de son logement voit apparaître Charles Martel, qui devient son ami imaginaire.